# Tractat Cañas-Jerez

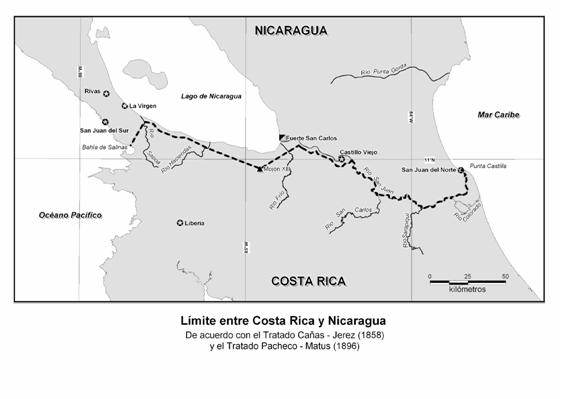
Límits entre Costa Rica i Nicaragua segons el Tractat de Cañas-Jerez de 1858.

 El Tractat de límits Cañas-Jerez entre Nicaragua i Costa Rica va ser subscrit el 15 d'abril de 1858, com una solució a la creixent tensió limítrof que existia entre els dos països.
Després de l'annexió del Partit de Nicoya el 1824 a Costa Rica, Nicaragua va reclamar en reiterades ocasions aquest territori. Per tractar de solucionar el problema es van subscriure el tractat Oreamuno-Buitrago (1838), el tractat Madriz-Zavala (1846), el tractat Molina-Juárez (1848), el tractat Molina-Marcoleta (1854), el tractat Cañas-Juárez (1857) i el tractat Canñas-Martínez (1857), però cap va arribar a ser ratificat per ambdós països, i tampoc van donar resultat les proposicions Webster-Crampton (1852).
L'abril de 1858 Nicaragua va enviar a Sant José a Máximo Jerez Tellería com a Ministre Plenipotenciari, per tractar de negociar un nou acord. Costa Rica va designar per negociar amb Jerez Tellería al General José María Cañas Escamilla. La negociació es va veure afavorida per la presència a Costa Rica de Félix Belly, periodista francès interessat a promoure un contracte per a la construcció d'un canal interoceànic i el 15 d'abril es va subscriure el tractat de límits, que va ser aprovat per ajustada majoria al Congrés de Costa Rica i també va rebre l'aprovació de l'Assemblea Constituent de Nicaragua. El president de Costa Rica Juan Rafael Mora Porras va viatjar a Rivas, a Nicaragua i en aquesta ciutat va tenir lloc el canvi del tractat, amb el president de Nicaragua, Tomás Martínez Guerrero.
En el decenni de 1870 Nicaragua va començar a plantejar objeccions a la validesa del tractat de límits. Per tractar de resoldre la diferència es van efectuar les negociacions Herrera-Zavala (1872) i les negociacions Víquez-Passos (1886) i es van signar el tractat Zambrana-Álvarez (1883) i el tractat Castro-Navas (1884), però no es va aconseguir arribar a un acord. A principis de l'any 1886 va haver una altra agudització de les tensions entre Costa Rica i Nicaragua, i gràcies al concurs de Guatemala es va aconseguir subscriure una convenció arbitral, que van signar Ascensión Esquivel Ibarra per Costa Rica i José Antonio Román per Nicaragua. A la convenció Esquivel-Román es va acordar sotmetre la qüestió de la validesa del tractat Cañas-Jerez a l'arbitratge del president dels Estats Units. El 22 de març de 1888 el president Grover Cleveland va reconèixer la validesa del tractat Cañas-Jerez. El Laude Cleveland també va aclarir diversos punts de dubtosa interpretació en el conveni limítrof.